# Risajkling
Risajkling är ett album från 1998 av Lars Winnerbäck, släppt på kassettband.

## Låtlista

### Sida A
1. Vemodets man
2. Vänta
3. Fru Hjärter Dam
4. Iväg till hemligheten
5. Alla vägar har sitt pris
6. Bortomland
7. Rummet
8. Det vackraste världen har sett

### Sida B
1. Mer än vad jag har
2. Manus
3. Visan om frukosten
4. Den välupplysta mannen
5. Enkelt
6. Där älvorna dansar
7. Lotteri
8. Och sommaren fryser till is

Spår 2, 3, 4 och 8, på sida A och 3, 5, 7 och 8 på sida B finns i andra versioner på 3486 ord från Lars Winnerbäck.
Spår 5 och 7 på sida A och 1, 4 och 6 på sida B finns i andra versioner på Lars och mina damer och herrar

## Medverkande
- Lars Winnerbäck - sång, akustisk gitarr
- Johan Johansson - bas, gitarrer, kör

## Övrigt
Inspelad i Johan Johanssons mammas stuga på Djurö, januari 1998